# ليز ألان
ليز ألان (6 نوفمبر 1948 بأوكلاند في نيوزيلندا - ) (بالإنجليزية: Elizabeth Allan)‏ هي لاعبة كريكت نيوزلندية. شاركت مع منتخب نيوزيلندا الوطني للكريكت.

## وصلات خارجية
- ليز ألان على موقع إي آس بي آن كريك إنفو (الإنجليزية)